# Dwulistnik pajęczy

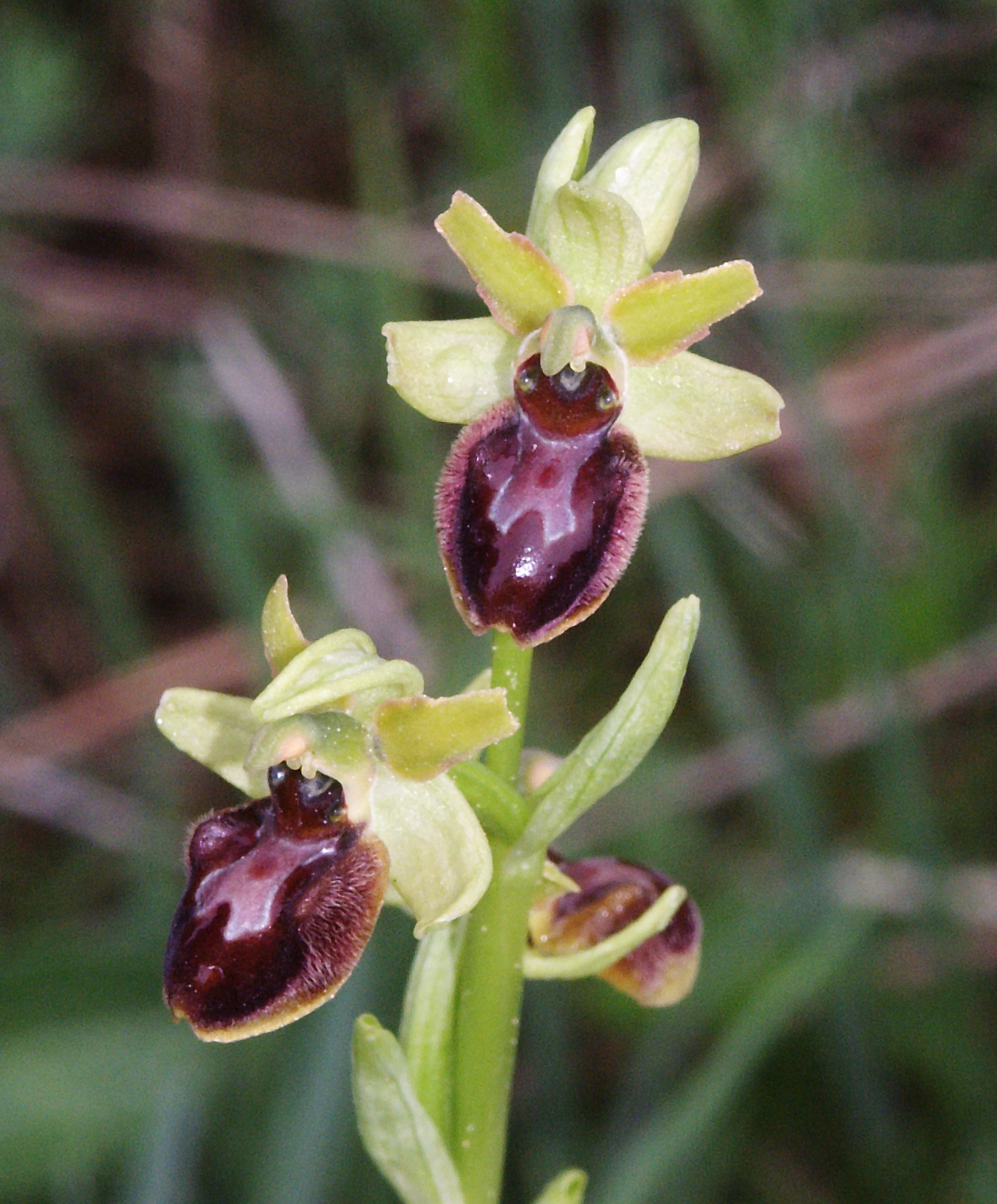
Pęd kwiatostanowy

Dwulistnik pajęczy (Ophrys sphegodes Mill.) – gatunek roślin z rodziny storczykowatych (Orchidaceae). Występuje w Europie zachodniej, środkowej i południowej, w Polsce dotąd nie stwierdzony. Gatunek bardzo zmienny (zwłaszcza warżka). 

## Rozmieszczenie geograficzne
Gatunek występuje w Europie zachodniej i południowej, a także w Basenie Morza Śródziemnego, na Bliskim Wschodzie i w zachodnim Iranie. Na północy zasięg obejmuje Wyspy Brytyjskie, natomiast w kontynentalnej części Europy sięga po środkowe i wschodnie Niemcy.  

## Podgatunki
Gatunek bardzo zmienny, wyróżnia się szereg podgatunków, odmian i mieszańców.
Podgatunki
- Ophrys sphegodes subsp. aesculapii (Renz) Soó ex J.J.Wood
- Ophrys sphegodes subsp. amanensis (E.Nelson ex Renz & Taubenheim) H.A.Pedersen, P.J.Cribb & Rolf Kühn
- Ophrys sphegodes subsp. araneola (Rchb.) M.Laínz
- Ophrys sphegodes subsp. atrata (Rchb.f.) A.Bolòs
- Ophrys sphegodes subsp. aveyronensis J.J.Wood
- Ophrys sphegodes subsp. catalcana Kreutz
- Ophrys sphegodes subsp. cretensis H.Baumann & Künkele
- Ophrys sphegodes subsp. epirotica (Renz) Gölz & H.R.Reinhard
- Ophrys sphegodes subsp. gortynia H.Baumann & Künkele
- Ophrys sphegodes subsp. helenae (Renz) Soó & D.M.Moore
- Ophrys sphegodes subsp. lycia (Renz & Taubenheim) H.A.Pedersen & P.J.Cribb
- Ophrys sphegodes subsp. passionis (Sennen) Sanz & Nuet
- Ophrys sphegodes subsp. sipontensis (Kreutz) H.A.Pedersen & Faurh.
- Ophrys sphegodes subsp. sphegodes
- Ophrys sphegodes subsp. spruneri (Nyman) E.Nelson
- Ophrys sphegodes subsp. taurica (Aggeenko) Soó ex Niketic & Djordjevic
- Ophrys sphegodes nothosubsp. jeanpertii (E.G.Camus) Del Prete & Conte

Odmiany
- Ophrys sphegodes var. provincialis (H.Baumann & Künkele) P.J.Cribb
- Ophrys sphegodes var. transhyrcana (Czerniak.) P.J.Cribb